# Resaca
Resaca – miasto w Stanach Zjednoczonych, w stanie Georgia, w hrabstwie Gordon.

## Demografia
W roku 2010 miasto zamieszkiwały 544 osoby, a gęstość zaludnienia wynosiła 74,5 osoby/km². W roku 2023 liczba mieszkańców wzrosła do 1145 osób, a gęstość zaludnienia przekroczyła 156 osób/km². Na przestrzeni zaledwie 13 lat zaludnienie Resaca zwiększyło się ponad 2,1-krotnie.